# Віленкін Олександр Володимирович
Олександр Віленкін (англ. Olexander Vilenkin; нар. 13 травня 1949, Харків) — український та американський фізик і космолог, фахівець в області теорії космічних струн, квантової гравітації і теорії космологічної інфляції. Закінчивши Харківський університет, не зміг знайти работу за спеціальністю і був змушений працювати на різних некваліфікованих роботах, пишучи наукові статті у вільний час. 1976 року зміг емігрувати до США, де швидко досяг великих наукових успіхів. Професор і директор інституту космології в Університеті Тафтса, член Американського фізичного товариства (1989).

## Біографія
Народився 13 травня 1949 в Харкові. Син Володимира Львовича Віленкіна (1916—2001), доцента геолого-географічного факультету Харківського університету, автора наукових і науково-популярних географічних книг, навчальних посібників з географії УРСР.
Закінчив фізичний факультет Харківського університету в 1971 році. Виконував наукову роботу під керівництвом Е. А. Канера. Ще студентом університету він опублікував кілька робіт з теоретичної фізики в солідних наукових журналах. Навчаючись в університеті, відхилив пропозицію КДБ про співробітництво, через що потрапив до «чорного списку» щодо отримання аспірантури. Незважаючи на значні наукові здобутки, після закінчення університету Віленкіну відмовили у вступі зо університетської аспірантури і відправили до аспірантури одного з київських академічних інститутів, де йому відмовили через відсутність вакансій.
Олександр одружився з біологинею Інною Симон, а 1974 року у них народилась дочка Аліна. 
Щоб прогодувати дружину і немовля, Олександр працював нічним сторожем в харківському зоопарку, охороняючи клітини з левами. Він приносив до зоопарку друкарську машинку та пакети білого паперу і під час нічних чергувань писав статті з теоретичної фізики. З цими роботами він виступав з доповідями на неофіційному, але дуже авторитетному за кордоном семінарі, організованому так званими відмовниками - фізиками-теоретиками Москви, які виборювали право виїзду з країни, але КДБ їх не випускав. Доповіді Олександра отримували на семінарі високі оцінки, потім ці роботи нелегально переправлялися за кордон і друкувались в найавторитетніших наукових журналах Європи та Америки. В якості місця роботи Віленкін вказував організацію «Харків-ZOO», і харківських науковців їхні закордонні колеги запитували на міжнародних конференціях, що це за новий центр теоретичної фізики, заснований в Харкові. Пізніше Олександру вдалось влаштуватися приймачем у кіоску утильсировини, де він, зокрема, приймав пляшки з-під горілки, які місцеві алкоголіки збирали в сусідній зеленій зоні.
У 1976 році Олександр Віленкін емігрував в США як єврейський біженець. Здобув ступінь доктора філософії в Університеті штату Нью-Йорк у Баффало. З 1978 року - професор і директор інституту космології в Університеті Тафтса в Медфорді, штат Массачусетс.

## Наукові результати
У 1982 році Пол Стейнгарт представив першу модель вічної інфляції, і Віленкін показав її загальність. Працюючи з Арвіндом Борде та Аланом Гутом, він довів теорему Борде–Гута–Віленкіна, показавши, що період інфляції повинен мати початок і що йому має передувати певний проміжок часу. Віленкін розвинув ідею Едварда Трайона про утворення Всесвіту з квантового вакууму.

## Відзнаки
- У 1989 році Віленкін був обраний членом Американського фізичного товариства «за піонерські дослідження в застосуванні фізики елементарних частинок до космології, зокрема, за фундаментальний внесок у галузі космічних струн і квантової космології»[14]

## Родина
- Дружина — біолог Інна Симон, дочка хіміка та фармаколога, професора Українського інституту експериментальної ендокринології (УІЕЕ) І. Б. Симона.
  - Дочка — музикант і літератор Аліна Сімон (нар. 1974)[15][16]

## Книги
- Many Worlds in One: The Search for Other Universes A. Vilenkin (Macmillan, July 2006)
- Cosmic Strings and Other Topological Defects by A. Vilenkin, E. P. S. Shellard (paperback – July 31, 2000)